# 2008年北京オリンピックの自転車競技・MTB男子クロスカントリー
2008年北京オリンピックの自転車競技・MTB男子クロスカントリー（2008ねんペキンオリンピックのじてんしゃきょうぎ・MTBだんしクロスカントリー、MTB Men's cross-country at the Games of the XXIX Olympiad)は、2008年8月23日、老山マウンテンバイクコースで行われた。

## 結果
| 順位 | 選手名                                 | 時間          |
| ---- | -------------------------------------- | ------------- |
|      | ジュリアン・アプサロン (FRA)           | 1時間55分59秒 |
|      | ジャン＝クリストフ・ペロー (FRA)       | 1時間57分06秒 |
|      | ニノ・シューター (SUI)                 | 1時間57分52秒 |
| 4    | クリストフ・ザウザー (SUI)             | 1時間57分54秒 |
| 5    | マルコ・アウレリオ・フォンターナ (ITA) | 1時間59分59秒 |
| 6    | クリストフ・ゾウクプ (AUT)             | 2時間00分11秒 |
| 7    | リアム・キリーン (GBR)                 | 2時間00分14秒 |
| 8    | イニャキ・レハレタ (ESP)               | 2時間00分21秒 |
| 9    | スヴェン・ネイス (BEL)                 | 2時間01分00秒 |
| 10   | ホセ・アントニオ・エルミダ (ESP)       | 2時間01分01秒 |
| 11   | マヌエル・フミッチ (GER)               | 2時間01分16秒 |
| 12   | オリヴァー・ベッキングセール (GBR)     | 2時間01分25秒 |
| 13   | マレク・ガリンスキ (POL)               | 2時間01分29秒 |
| 14   | セドリック・ラヴァネル (FRA)           | 2時間01分38秒 |
| 15   | バリー・スタンダー (RSA)               | 2時間01分58秒 |
| 16   | モーリツ・ミーラツ (GER)               | 2時間02分59秒 |
| 17   | フレドリック・ケシアコフ (SWE)         | 2時間03分09秒 |
| 18   | ヤロスラフ・クルハヴィ (CZE)           | 2時間03分20秒 |
| 19   | ルル・パウリセン (BEL)                 | 2時間03分30秒 |
| 20   | ジェオフ・ケイブッシュ (CAN)           | 2時間03分55秒 |
| 21   | ルーベンス・ドミゼテ (BRA)             | 2時間05分19秒 |
| 22   | 姫建華 (CHN)                           | 2時間05分29秒 |
| 23   | アンドレアス・パルティ (HUN)           | 2時間06分00秒 |
| 24   | カシ・ロイフス (NZL)                   | 2時間06分30秒 |
| 25   | ヤコブ・フグルサング (DEN)             | 2時間06分41秒 |
| 26   | エクトル・レオナルド・パエス (COL)     | 2時間06分46秒 |
| 27   | ダリオ・アレハンドロ・ガスコ (ARG)     | 2時間07分04秒 |
| 28   | カルロス・コロマ・ニコラス (ESP)       | 2時間09分05秒 |

### 棄権・周回遅れ
- ロビン・セイムール (IRL) (棄権)
- フローリアン・フォーゲル (SUI) (棄権)
- アンティパス・クワリ (ZIM) (6周遅れ)
- フェデリコ・ラミレス (CRC) (5周遅れ)
- 山本幸平 (JPN) (3周遅れ)
- マニー・ヘイマンス (NAM) (3周遅れ)
- シェイマス・マグラス (CAN) (3周遅れ)
- トッド・ウェルス (USA) (3周遅れ)
- セルヒー・リセンコ (UKR) (3周遅れ)
- ユーリ・トロフィモフ (RUS) (2周遅れ)
- 陳振興 (HKG) (2周遅れ)
- ダニエル・マッコンネル (AUS) (2周遅れ)
- エミル・リンドグレン (SWE) (2周遅れ)
- バルト・ブレンチェンス (NED) (2周遅れ)
- クリストバル・シルバ (CHI) (2周遅れ)
- ビラル・アクグイ (TUR) (2周遅れ)
- ルディ・ファン・ハウツ (NED) (2周遅れ)
- ヴォルフラム・クルシャト (GER) (2周遅れ)
- フィリップ・メイルハーヘ (BEL) (2周遅れ)
- クラウス・ニールセン (DEN) (1周遅れ)
- ヤーデル・ツォーリ (ITA) (1周遅れ)
- アダム・クレイグ (USA) (1周遅れ)